# Mistrzostwa Świata w Lekkoatletyce 1995 – bieg na 800 m mężczyzn
Bieg na 800 m mężczyzn – jedna z konkurencji rozgrywanych podczas mistrzostw świata w lekkoatletyce w 1995. Eliminacje odbyły się 5 sierpnia, półfinały miały miejsce 6 sierpnia, finał zaś został rozegrany 8 sierpnia.
Do konkursu zgłoszonych zostało 49 zawodników z 34 państw.
Zawody w tej konkurencji wygrał reprezentant Danii Wilson Kipketer. Drugą pozycję zajął zawodnik z Burundi Arthémon Hatungimana, trzecią zaś reprezentujący Norwegię Vebjørn Rodal.

## Wyniki

### Eliminacje
Bieg 1
| Miejsce | Zawodnik         | Państwo           | Wynik   |
| ------- | ---------------- | ----------------- | ------- |
| 1.      | José Parrilla    | Stany Zjednoczone | 1:46,32 |
| 2.      | Curtis Robb      | Wielka Brytania   | 1:46,34 |
| 3.      | Andrea Giocondi  | Włochy            | 1:46,44 |
| 4.      | Einārs Tupurītis | Łotwa             | 1:46,45 |
| 5.      | Marko Koers      | Holandia          | 1:46,73 |
| 6.      | José Arconada    | Hiszpania         | 1:47,70 |
| 7.      | Tavakalo Kailes  | Vanuatu           | 1:58,06 |

Bieg 2
| Miejsce | Zawodnik         | Państwo           | Wynik   |
| ------- | ---------------- | ----------------- | ------- |
| 1.      | Philip Kibitok   | Kenia             | 1:48,45 |
| 2.      | Vebjørn Rodal    | Norwegia          | 1:48,48 |
| 3.      | Tomás de Teresa  | Hiszpania         | 1:49,07 |
| 4.      | Jurgens Kotzé    | Południowa Afryka | 1:49,40 |
| 5.      | Brendan Hannigan | Australia         | 1:50,25 |
| 6.      | Tommy Asinga     | Surinam           | 1:51,60 |
| 7.      | Michael Wildner  | Austria           | 1:57,48 |

Bieg 3
| Miejsce | Zawodnik             | Państwo         | Wynik   |
| ------- | -------------------- | --------------- | ------- |
| 1.      | Wilson Kipketer      | Dania           | 1:47,35 |
| 2.      | Arthémon Hatungimana | Burundi         | 1:47,74 |
| 3.      | Andrés Manuel Díaz   | Hiszpania       | 1:48,00 |
| 4.      | David Strang         | Wielka Brytania | 1:48,76 |
| 5.      | Babacar Niang        | Senegal         | 1:49,74 |
| 6.      | William Kimaru Serem | Kenia           | 1:50,61 |
| –       | Bekele Banbere       | Etiopia         | DSQ     |

Bieg 4
| Miejsce | Zawodnik           | Państwo           | Wynik   |
| ------- | ------------------ | ----------------- | ------- |
| 1.      | Hezekiél Sepeng    | Południowa Afryka | 1:46,33 |
| 2.      | Atie Douglas       | Norwegia          | 1:46,41 |
| 3.      | Benyounés Lahlou   | Maroko            | 1:46,72 |
| 4.      | Giuseppe D'Urso    | Włochy            | 1:47,43 |
| 5.      | Tomonari Ono       | Japonia           | 1:48,43 |
| 6.      | Iwan Komar         | Białoruś          | 1:51,36 |
| 7.      | Vanxay Sinebandith | Laos              | 2:00,25 |

Bieg 5
| Miejsce | Zawodnik            | Państwo           | Wynik   |
| ------- | ------------------- | ----------------- | ------- |
| 1.      | Mark Everett        | Stany Zjednoczone | 1:48,06 |
| 2.      | David Cadoni        | Włochy            | 1:48,25 |
| 3.      | Andriej Łoginow     | Rosja             | 1:48,30 |
| 4.      | Pavel Soukup        | Czechy            | 1:48,32 |
| 5.      | Savieri Ngidhi      | Zimbabwe          | 1:48,77 |
| 6.      | Jimmy Jean-Joseph   | Francja           | 1:51,00 |
| –       | Dhani Ram Chaudhari | Nepal             | DSQ     |

Bieg 6
| Miejsce | Zawodnik            | Państwo           | Wynik   |
| ------- | ------------------- | ----------------- | ------- |
| 1.      | Brandon Rock        | Stany Zjednoczone | 1:46,83 |
| 2.      | Mahjoub Haïda       | Maroko            | 1:46,88 |
| 3.      | José Luíz Barbosa   | Brazylia          | 1:47,10 |
| 4.      | Frédéric Cornette   | Francja           | 1:47,36 |
| 5.      | Charles Nkazamyampi | Burundi           | 1:49,76 |
| 6.      | Anwar Mohamed       | Jemen             | 1:58,20 |
| –       | Julius Achon        | Uganda            | DNS     |

Bieg 7
| Miejsce | Zawodnik           | Państwo    | Wynik   |
| ------- | ------------------ | ---------- | ------- |
| 1.      | Nico Motchebon     | Niemcy     | 1:46,14 |
| 2.      | Joseph Tengelei    | Kenia      | 1:46,18 |
| 3.      | Bruno Konczylo     | Francja    | 1:46,44 |
| 4.      | David Matthews     | Irlandia   | 1:46,52 |
| 5.      | António Abrantes   | Portugalia | 1:48,10 |
| 6.      | Torbjörn Johansson | Szwecja    | 1:48,31 |
| 7.      | Mahmoud Al-Kheirat | Syria      | 1:48,76 |

### Półfinały
Bieg 1
| Miejsce | Zawodnik        | Państwo           | Wynik   |
| ------- | --------------- | ----------------- | ------- |
| 1.      | Wilson Kipketer | Dania             | 1:48,39 |
| 2.      | Jose Parrilla   | Stany Zjednoczone | 1:49,43 |
| 3.      | Andrea Giocondi | Włochy            | 1:49,45 |
| 4.      | Mark Everett    | Stany Zjednoczone | 1:49,47 |
| 5.      | Hezekiél Sepeng | Południowa Afryka | 1:49,58 |
| 6.      | Atie Douglas    | Norwegia          | 1:49,63 |
| 7.      | Philip Kibitok  | Kenia             | 1:49,87 |
| 8.      | Curtis Robb     | Wielka Brytania   | 1:50,12 |

Bieg 2
| Miejsce | Zawodnik             | Państwo           | Wynik   |
| ------- | -------------------- | ----------------- | ------- |
| 1.      | Vebjørn Rodal        | Norwegia          | 1:47,89 |
| 2.      | Nico Motchebon       | Niemcy            | 1:47,96 |
| 3.      | Arthémon Hatungimana | Burundi           | 1:48,02 |
| 4.      | Brandon Rock         | Stany Zjednoczone | 1:48,04 |
| 5.      | Bruno Konczylo       | Francja           | 1:48,05 |
| 6.      | Mahjoub Haïda        | Maroko            | 1:48,21 |
| 7.      | Joseph Tengelei      | Kenia             | 1:48,71 |
| 8.      | Davide Cadoni        | Włochy            | 1:53,67 |

### Finał
| Miejsce | Zawodnik             | Państwo           | Wynik   |
| ------- | -------------------- | ----------------- | ------- |
| 01 !    | Wilson Kipketer      | Dania             | 1:45,08 |
| 02 !    | Arthémon Hatungimana | Burundi           | 1:45,64 |
| 03 !    | Vebjørn Rodal        | Norwegia          | 1:45,68 |
| 4.      | Nico Motchebon       | Niemcy            | 1:45,97 |
| 5.      | Brandon Rock         | Stany Zjednoczone | 1:46,42 |
| 6.      | Jose Parrilla        | Stany Zjednoczone | 1:46,44 |
| 7.      | Andrea Giocondi      | Włochy            | 1:47,78 |
| 8.      | Mark Everett         | Stany Zjednoczone | 1:53,12 |